# Paolo Baratta
Paolo Baratta (ur. 11 listopada 1939 w Mediolanie) – włoski ekonomista, były minister, przewodniczący Biennale w Wenecji.

## Życiorys
Z wykształcenia inżynier, absolwent Politecnico di Milano. Ukończył również studia ekonomiczne na University of Cambridge. Pracował w stowarzyszeniu SVIMEZ, działającym na rzecz rozwoju przemysłowego regionu Mezzogiorno. Od 1977 był wiceprezesem i następnie prezesem instytucji kredytowej ICIPU. Od 1980 do 1992 zarządzał bankiem Crediop, kredytującym inwestycje w infrastrukturę publiczną. Pełnił również funkcję wiceprezesa zrzeszenia włoskich banków ABI.
W lutym 1993 został ministrem bez teki w rządzie Giuliana Amato. Od kwietnia 1993 do maja 1994 był ministrem handlu zagranicznego w gabinecie Carla Azeglia Ciampiego, od kwietnia 1994 kierując również resortem przemysłu, handlu i rzemiosła. Od stycznia 1995 do maja 1996 w gabinecie Lamberta Diniego sprawował urzędy ministra robót publicznych i ministra środowiska.
Pod koniec lat 90. ponownie pracował w sektorze bankowym. W latach 1998–2002 przewodniczył Biennale w Wenecji, powrócił na tę funkcję w 2008. Powoływany w międzyczasie w skład rad dyrektorów przedsiębiorstw Ferrovie dello Stato i Telecom Italia, a w 2007 na dyrektora instytucji muzycznej Accademia Filarmonica Romana.
Odznaczony Orderem Zasługi Republiki Włoskiej I klasy (1994).